# 263P/Gibbs
263P/Gibbs, komet Jupiterove obitelji, objekt blizu Zemlji